# Марк Корнелий Малугиненсис (консул 436 пр.н.е.)
Вижте пояснителната страница за други личности с името Марк Корнелий Малугиненсис.
Марк Корнелий Малугиненсис (на латински: Marcus Cornelius Maluginensis) e римски сенатор, политик и генерал.
Произлиза от патрицианския клон Малугиненсис на римската фамилия Корнелии, една от най-познатите, влиятелни и големи фамилии в Древен Рим.
През 436 пр.н.е. той е консул заедно с Луций Папирий Крас. През това време Рим воюва против етруския град Вейи и фалиския град Фалерии.